# Lekkoatletyka na Igrzyskach Południowego Pacyfiku 2003
Lekkoatletyka na Igrzyskach Południowego Pacyfiku 2003 – zawody lekkoatletyczne podczas Igrzysk Południowego Pacyfiku w Suvie.

## Rezultaty

### Mężczyźni
| Konkurencja                        |                                                                           | Wynik     |                                                                                    | Wynik     |                                                                                      | Wynik     |
| ---------------------------------- | ------------------------------------------------------------------------- | --------- | ---------------------------------------------------------------------------------- | --------- | ------------------------------------------------------------------------------------ | --------- |
| Bieg na 100 metrów                 | John Lum Kon                                                              | 10,8      | Jone Delai                                                                         | 10,9      | Peter Pulu                                                                           | 10,9      |
| Bieg na 200 metrów                 | John Lum Kon                                                              | 21,28     | Jeffrey Bai                                                                        | 21,74     | John Howard                                                                          | 21,94     |
| Bieg na 400 metrów                 | Jeffrey Bai                                                               | 47,20     | Moses Kamut                                                                        | 48,39     | Isireli Naikelekelevesi                                                              | 48,43     |
| Bieg na 800 metrów                 | Isireli Naikelekelevesi                                                   | 1:51,06   | Clement Abai                                                                       | 1:51,68   | Loresh Kumaran                                                                       | 1:56,31   |
| Bieg na 1500 metrów                | Isireli Naikelekelevesi                                                   | 4:01,15   | Neil Weare                                                                         | 4:02,72   | Setefano Mika                                                                        | 4:09,07   |
| Bieg na 5000 metrów                | Neil Weare                                                                | 14:48,40  | Georges Richmond                                                                   | 14:54,19  | Morgan Clark                                                                         | 15:19,72  |
| Bieg na 10 000 metrów              | Georges Richmond                                                          | 31:54,7   | Morgan Clark                                                                       | 32:40,9   | Jimmy Sandy Okau-Sam-Molu                                                            | 33:04,1   |
| Półmaraton                         | Georges Richmond                                                          | 1:09:53   | Henry Foufaka                                                                      | 1:13:01   | Tutea Degage                                                                         | 1:13:21   |
| Bieg na 3000 metrów z przeszkodami | Esala Talebula                                                            | 11:11,8   | Chris Votu                                                                         | 11:15,6   | Henry Foufaka                                                                        | 11:26,2   |
| Bieg na 110 metrów przez płotki    | Jovesa Naivalu                                                            | 14,36     | Avele Tanielu                                                                      | 14,97     | Mowen Boino                                                                          | 15,37     |
| Bieg na 400 metrów przez płotki    | Mowen Boino                                                               | 51,93     | Jovesa Naivalu                                                                     | 52,50     | Meli Cama                                                                            | 54,00     |
| Skok wzwyż                         | Sandy Katusele                                                            | 2,06      | Rajendra Prasad                                                                    | 2,03      | Antonio Rahiman Mohammed                                                             | 2,03      |
| Skok o tyczce                      | Jean-Bernard Harper                                                       | 4,50      | Tamatoa Laibe                                                                      | 4,40      | Joseph Rodan II                                                                      | 4,40      |
| Skok w dal                         | Eroni Tuivanuavou                                                         | 7,82      | Frédéric Erin                                                                      | 7,65      | Sandy Katusele                                                                       | 7,02      |
| Trójskok                           | Frédéric Erin                                                             | 15,14w    | William Young                                                                      | 14,99     | Sandy Katusele                                                                       | 14,98w    |
| Pchnięcie kulą                     | Daniel Kilama                                                             | 16,57     | Shaka Sola                                                                         | 15,97     | Sosefo Fonorito                                                                      | 15,29     |
| Rzut dyskiem                       | Shaka Sola                                                                | 50,46     | Jean-Pierre Totélé                                                                 | 50,23     | Frédéric Kitea                                                                       | 48,22     |
| Rzut młotem                        | Jean-Pierre Totélé                                                        | 54,12     | Alikisio Fakaté                                                                    | 52,99     | Justin Andre                                                                         | 51,52     |
| Rzut oszczepem                     | Gaëtan Siakinuu-Schmidt                                                   | 70,99     | James Goulding                                                                     | 68,05     | Tevita Ketedromo                                                                     | 60,23     |
| Dziesięciobój                      | Joseph Rodan II                                                           | 6161 pkt. | Iosefo Vuloaloa                                                                    | 5983 pkt. | Hendrey Ah Tchoy                                                                     | 5460 pkt. |
| Chód na 20 000 metrów              | Dip Chand                                                                 | 2:06:19,9 | Pradeep Chand                                                                      | 2:07:07,2 | Manohar Maharaj                                                                      | 2:16:40,9 |
| Sztafeta 4 × 100 metrów            | Papua-Nowa Gwinea · Henry Ben · Jeffrey Bai · Wally Kirika · Peter Pulu   | 40,94     | Fidżi · Gabriel Matavola · John Lum Kon · Moape Vu · Jone Delai                    | 41,03     | Mikronezja · Peter Donis Rudolf · Danny Fredrick · Jack Howard · John Howard         | 42,12     |
| Sztafeta 4 × 400 metrów            | Papua-Nowa Gwinea · Clement Abai · Mowen Boino · Peter Pulu · Jeffrey Bai | 3:11,43   | Fidżi · Gabriel Matavola · Waisea Finau · Jovesa Naivalu · Isireli Naikelekelevesi | 3:11,82   | Wyspy Salomona · Linton Mani Oeta · Jonah Hone · Nelson Kabitana · Chris Meke Walasi | 3:21,55   |

### Kobiety
| Konkurencja                     |                                                                                                | Wynik     |                                                                                 | Wynik     | | Wynik     |
| ------------------------------- | ---------------------------------------------------------------------------------------------- | --------- | ------------------------------------------------------------------------------- | --------- | --- | --------- |
| Bieg na 100 metrów              | Makelesi Bulikiobo                                                                             | 11,9      | Rachel Rogers                                                                   | 12,3      | Litiana Miller                                                                                            | 12,5      |
| Bieg na 200 metrów              | Makelesi Bulikiobo                                                                             | 23,68     | Mereoni Raluve                                                                  | 24,71     | Litiana Miller                                                                                            | 25,03     |
| Bieg na 400 metrów              | Makelesi Bulikiobo                                                                             | 52,66     | Mereoni Raluve                                                                  | 55,35     | Miriama Radiniwaimaro                                                                                     | 57,01     |
| Bieg na 800 metrów              | Vasiti Vatureba                                                                                | 2:18,46   | Stéphanie Nonotte                                                               | 2:19,00   | Miriam Goiye                                                                                              | 2:25,93   |
| Bieg na 1500 metrów             | Stéphanie Nonotte                                                                              | 4:36,13   | Mary Sloan Siegrist                                                             | 4:49,11   | Vaite Bounhoure                                                                                           | 4:54,16   |
| Bieg na 5000 metrów             | Sophie Gardon                                                                                  | 18:22,9   | Vaite Bounhoure                                                                 | 18:49,0   | Mary Sloan Siegrist                                                                                       | 19:00,6   |
| Półmaraton                      | Sophie Gardon                                                                                  | 1:26:51   | Ericka Ellis                                                                    | 1:30:35   | Salome Tabuatalei                                                                                         | 1:36:46   |
| Bieg na 100 metrów przez płotki | Rachel Rogers                                                                                  | 13,97     | Marie Yongomene                                                                 | 14,94     | Rose-Marie Vakie                                                                                          | 14,95     |
| Bieg na 400 metrów przez płotki | Rachel Rogers                                                                                  | 61,50     | Laurence Upigit                                                                 | 62,02     | Mae Koime                                                                                                 | 64,16     |
| Skok wzwyż                      | Véronique Boyer                                                                                | 1,70      | Melesia Mafileʻo                                                                | 1,60      | Adi Vika                                                                                                  | 1,55      |
| Skok o tyczce                   | Marion Becker                                                                                  | 2,90      | Iowana Vakaloloma                                                               | 2,90      | Rosemai Poilagi                                                                                           | 2,60      |
| Skok w dal                      | Laurence Upigit                                                                                | 5,94w     | Soko Salaqiqi                                                                   | 5,92w     | Varanisese Viva                                                                                           | 5,59w     |
| Trójskok                        | Véronique Boyer                                                                                | 13,10w    | Melesia Mafileʻo                                                                | 12,39     | Marie Yongomene                                                                                           | 12,35w    |
| Pchnięcie kulą                  | ʻAna Poʻuhila                                                                                  | 15,89     | Selema Sione                                                                    | 14,99     | Tereapii Tapoki                                                                                           | 13,91     |
| Rzut dyskiem                    | Melehifo Uhi                                                                                   | 50,78     | ʻAna Poʻuhila                                                                   | 48,14     | Tereapii Tapoki                                                                                           | 46,46     |
| Rzut młotem                     | Patricia Kolivai                                                                               | 44,95     | Marie-Chanel Tafusimai                                                          | 42,38     | Amelia Tui                                                                                                | 40,03     |
| Rzut oszczepem                  | Bina Ramesh                                                                                    | 54,36     | Selema Sione                                                                    | 51,77     | Sisilia Lau                                                                                               | 49,28     |
| Siedmiobój                      | Rose-Marie Vakie                                                                               | 4185 pkt. | Temoemoe Faremiro                                                               | 4149 pkt. | Seraseini Likuwaqa                                                                                        | 4081 pkt. |
| Chód na 20 000 metrów           | Deepika Chand                                                                                  | 2:47:32,3 | Eleni Divute                                                                    | 2:48:06,8 | - |           |
| Sztafeta 4 × 100 metrów         | Fidżi · Litiana Miller · Makelesi Bulikiobo · Mereoni Raluve · Rachel Rogers                   | 44,86     | Papua-Nowa Gwinea · Nessie Ogisi · Mae Koime · Helen Philemon · Monica Jonathan | 48,95     | Polinezja Francuska · Temoemoe Faremiro · Marie-Jeanne Ceran-Jerusalemy · Dolores Dogba · Cécile Tiatia   | 50,93     |
| Sztafeta 4 × 400 metrów         | Nowa Kaledonia · Marie-Claude Haluatr · Marie Yongomene · Françoise Hnepeune · Laurence Upigit | 3:59,88   | Papua-Nowa Gwinea · Lorraine Bailey · Angela Way · Helen Philemon · Mae Koime   | 4:04,83   | Polinezja Francuska · Marie-Jeanne Ceran-Jerusalemy · Cécile Tiatia · Stephanie Nonotte · Véronique Boyer | 4:07,95   |